# Fabian Schaar
Fabian Schaar (* 13. März 1989 in Hoyerswerda) ist ein ehemaliger deutscher Bahn- und Straßenradrennfahrer.

## Sportliche Laufbahn
Fabian Schaar wurde 2005 deutscher Jugend-Bahnradmeister in der Mannschaftsverfolgung und gewann 2006 eine Etappe bei der Course de la Paix Juniors. Auf der Bahn wurde er deutscher Juniorenmeister in der Einer- und der Mannschaftsverfolgung. In der Saison 2007 gewann er erneut ein Teilstück bei der Course de la Paix und wurde Gesamtdritter. In der Saison 2008 fuhr Schaar für das Team Ista und belegte beim Lauf des Bahnrad-Weltcups 2008/09 in Melbourne gemeinsam mit Henning Bommel Platz drei im Zweier-Mannschaftsfahren. Auch startete er bei Sechstagerennen und wurde 2009 in Tilburg Dritter gemeinsam mit Leif Lampater. Im selben Jahr beendete er seine aktive Radsportlaufbahn.

## Erfolge
2007
- Deutscher Meister – Mannschaftsverfolgung (Junioren)

2006
- Deutscher Meister – Einerverfolgung (Junioren)
- Deutscher Meister – Mannschaftsverfolgung (Junioren)